# パンリマ・ポレム9世
トゥク・パンリマ・ポレム・スリ・ムダ・ペルカサ・ムハンマド・ダウド（Teuku Panglima Polem Sri Muda Perkasa Muhammad Daud、生年不明 - 1940年）は、アチェ王国のパンリマ（司令官）。アチェ戦争におけるアチェ軍指導者の一人。

## 生涯

### 生い立ち
パンリマ・ポレム8世の息子として生まれる。彼の家は祖父パンリマ・ポレム7世の代にアチェ・ベサールの領主となっている。成長後は有力貴族トゥアンク・ハーシム・バンタムダの娘と結婚し、1891年1月に父の死去によりパンリマの地位を受け継ぎ「パンリマ・ポレム9世」を名乗る。同時期に「スリ・ムダ・ペルカサ・ワズィルム・アズミ」の称号を得た。

### アチェ戦争

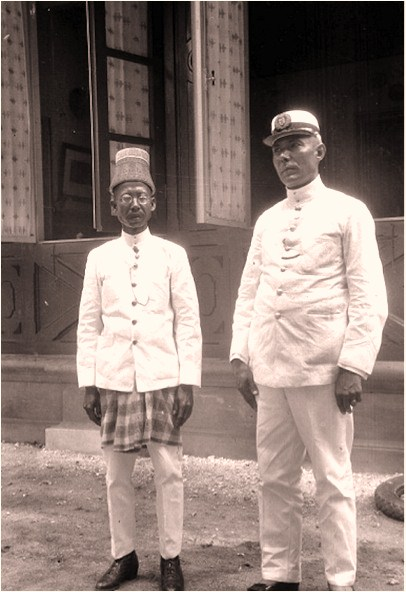
アチェ博物館のオランダ人キュレーターとパンリマ・ポレム9世（1910年）

アチェ戦争の勃発後は、ウラマーたちと協力してオランダ領東インド軍との戦闘を指揮した。1893年9月15日、トゥク・ウマールら15人の軍事指導者がオランダ軍に降伏を装い潜入し、オランダ軍の警備隊として雇用されたが、1896年3月30日にウマールたちは武器・弾薬を強奪してオランダ軍から逃亡した。その後、パンリマ・ポレム9世は400人の部隊を引き連れてウマールと合流し、オランダ兵25人を殺害し、190人を負傷させた。
しかし、グレ・ユエングの戦闘では27人が戦死、47人が負傷するなど損害を受け、1897年10月にはオランダ軍に各地を攻略され、ピディに撤退した。11月にピディに到着したパンリマ・ポレム9世は、スルターンのムハンマド・ダウド・シャーの主催する軍議に出席した。1898年2月にはウマールがピディに到着してパンリマ・ポレム9世の指揮下に入り、4月1日にウラマーやウレーバラン（領主）と共にムハンマド・ダウド・シャーへの忠誠を宣誓した。しかし、翌1899年2月にウマールが戦死し、アチェ軍は劣勢に追い込まれる。
1901年初頭、パンリマ・ポレム9世はムハンマド・ダウド・シャーを護衛してガヨ山地に撤退し、オランダ軍迎撃の準備を進める。1902年1月21日、ユルゲン・ウェッブ大尉のオランダ植民地軍保安隊がパンリマ・ポレム9世を捕縛するため進軍するが、パンリマ・ポレム9世が仕掛けた罠にかかり、大木の下敷きとなって戦死した。オランダ軍は増援部隊を派遣し、1月30日から2月13日にかけて周囲を捜索するが、パンリマ・ポレム9世は既にガヨ山地の陣地に撤退した後だった。

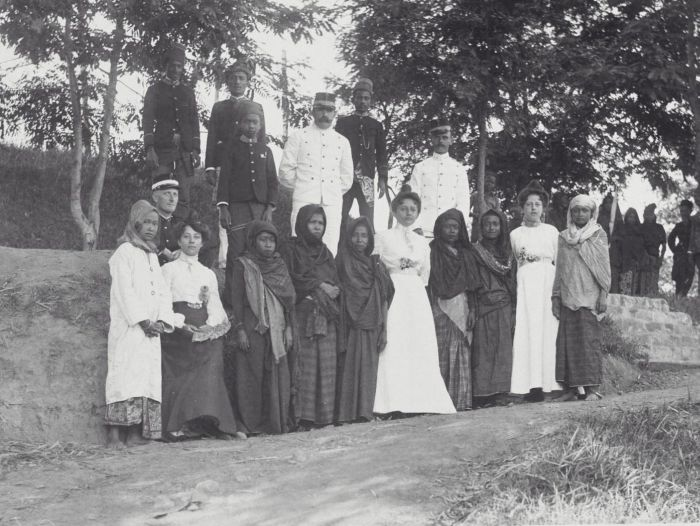
パンリマ・ポレム9世の一族

二人の捕縛に失敗したオランダ軍はガヨ山地への攻撃を停止し、ムハンマド・ダウド・シャーの家族を捕縛する方針に切り替え、1902年に王妃ガディン、第二王妃ムロン、息子トゥアンク・パジャ・イブラヒムが相次いで捕縛された。家族を人質にしたオランダ軍は、「1か月以内に降伏しなければ家族を処刑する」と脅迫する。これを受け、ムハンマド・ダウド・シャーは1903年1月10日にオランダ軍に降伏する。パンリマ・ポレム9世はムハンマド・ダウド・シャーから抵抗を続けるように命令されるが、1月24日にハンス・クリストフェル中尉の部隊に隠れ家を襲撃される。パンリマ・ポレム9世は脱出に成功するが、5月22日に家族がオランダ軍に捕縛される。これを受けて、パンリマ・ポレム9世はヘンドリクス・コレインとの間で降伏交渉を始め、9月7日に150人の部下と共にロークスマウェでオランダ軍のヨハネス・ファン・ヘウツに降伏した。

### 晩年

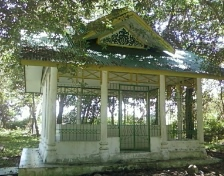
パンリマ・ポレム9世の墓

オランダ軍に降伏した後、パンリマ・ポレム9世は領地を安堵され、植民地政庁の協力者となった。彼は1940年に死去するまで、忠実なオランダ植民地支配の協力者として活動した。パンリマ・ポレム9世の死後、彼の息子は日本軍による蘭印作戦の開始に呼応して、オランダ軍に対するゲリラ運動を主導した。